# Alena Amialiusik
Alena Amialiusik (Babruisk, Maguilov, 6 de febrero de 1989) es una ciclista profesional bielorrusa.

## Trayectoria
Debutó como profesional en 2012 aunque ya en 2007 con solo 18 años empezó a destacar en campeonatos nacionales absolutos siendo 3.ª en el Campeonato de Bielorrusia Contrarreloj y en Ruta. Tras ganar, en 2011 y 2012, el Campeonato de Bielorrusia Contrarreloj y ganar el de Ruta en 2011 y ser 3.ª en el de 2012 además de subir a profesionales logró plaza para participar en los Juegos Olímpicos de Londres 2012 participando en la prueba en ruta donde acabó 15.ª (la única que disputó). Hasta 2013 todas sus victorias las obtuvo en los campeonatos nacionales de Bielorrusia excepto una etapa de La Route de France que logró en 2012, fuera de su país también destacó en el Campeonato Europeo en Ruta sub-23 2011 donde acabó 2.ª; en 2014 empezó a destacar internacionalmente con varias victorias fuera de su país.

## Palmarés
| 2007 (como amateur) - 3.ª en el Campeonato de Bielorrusia Contrarreloj - 3.ª en el Campeonato de Bielorrusia en Ruta 2009 (como amateur) - 3.ª en el Campeonato de Bielorrusia Contrarreloj 2010 (como amateur) - 2.ª en el Campeonato de Bielorrusia en Ruta 2011 (como amateur) - Campeonato de Bielorrusia Contrarreloj - Campeonato de Bielorrusia en Ruta - 2.ª en el Campeonato Europeo en Ruta sub-23 2012 - Campeonato de Bielorrusia Contrarreloj - 3.ª en el Campeonato de Bielorrusia en Ruta - 1 etapa de La Route de France 2013 - Campeonato de Bielorrusia Contrarreloj - Campeonato de Bielorrusia en Ruta - 1 etapa del Tour Cycliste Féminin International de l'Ardèche 2014 - 1 etapa de la Vuelta Femenina a Costa Rica - Gran Premio El Salvador - 2 etapas de la Vuelta a El Salvador - Campeonato de Bielorrusia Contrarreloj - Campeonato de Bielorrusia en Ruta - 1 etapa del Tour Cycliste Féminin International de l'Ardèche | 2015 - Gracia-Orlová, más 1 etapa - Winston Salem Cycling Classic - Juegos Europeos en Ruta - Campeonato de Bielorrusia Contrarreloj - Campeonato de Bielorrusia en Ruta 2016 - 1 etapa de la Gracia-Orlová - 2.ª en el Campeonato de Bielorrusia Contrarreloj 2018 - Campeonato de Bielorrusia Contrarreloj - Campeonato de Bielorrusia en Ruta 2019 - 2.ª en el Campeonato de Bielorrusia Contrarreloj - 3.ª en el Campeonato de Bielorrusia en Ruta 2021 - 1 etapa del Lotto Belgium Tour |

## Resultados en Grandes Vueltas y Campeonatos del Mundo
Durante su carrera deportiva ha conseguido los siguientes puestos en las Grandes Vueltas femeninas y en los Campeonatos del Mundo en carretera:
| Carrera              | Carrera              | 2011 | 2012 | 2013 | 2014 | 2015 | 2016 | 2017 | 2018 | 2019 | 2020 | 2021 | 2022 | 2023 | 2024 |
| -------------------- | -------------------- | ---- | ---- | ---- | ---- | ---- | ---- | ---- | ---- | ---- | ---- | ---- | ---- | ---- | ---- |
|                      | Giro de Italia       | —    | 12.ª | 10.ª | 14.ª | 18.ª | 9.ª  | —    | Ab.  | 24.ª | 36.ª | 15.ª | 21.ª | —    | 72.ª |
|                      | Tour de l'Aude       | X    | X    | X    | X    | X    | X    | X    | X    | X    | X    | X    | X    | X    | X    |
|                      | Tour de Francia      | X    | X    | X    | X    | X    | X    | X    | X    | X    | X    | X    | 19.ª | 43.ª | —    |
| Mundial en Ruta      | Mundial en Ruta      | 36.ª | 14.ª | —    | Ab.  | 8.ª  | 34.ª | —    | —    | 18.ª | —    | 12.ª | —    | —    | —    |
| Mundial Contrarreloj | Mundial Contrarreloj | 27.ª | —    | —    | —    | 8.ª  | 10.ª | —    | 20.ª | 9.ª  | 16.ª | 10.ª | —    | —    | —    |

—: no participa

Ab.: abandono

X: ediciones no celebradas

## Equipos
- Be Pink (2012-2014)
  - Be Pink (2012-2013)
  - Astana-BePink Women's Team (2014)
- Velocio-SRAM (2015)
- Canyon SRAM Racing (2016-2022)
- UAE Team ADQ (2023-2025)